# Brachypodium cugnacii
Brachypodium cugnacii är en gräsart som beskrevs av Aimée Antoinette Camus. Brachypodium cugnacii ingår i släktet skaftingar, och familjen gräs. Inga underarter finns listade i Catalogue of Life.